# Princes Town (Ghana)
Princes Town o Pokesu se encuentra a 5 km al este de Fort St. Antonio en Manfro Hill, en el distrito de Ahanta Oeste de la Región Occidental del sur de Ghana. Se encuentra entre Axim al occidente y Sekondi-Takoradi al oriente. El 1 de enero de 1681, una expedición brandeburgesa de dos barcos comandados por Otto Friedrich von der Groeben llegó a la Costa de Oro y comenzó a construir un fuerte entre Axim y el Cabo de Tres Puntas. El fuerte se completó en 1683 y pasó a llamarse Fuerte Fredericksburgo (alemán Gross-Friedrichsburg) en honor al Príncipe Federico Guillermo I, elector de Brandeburgo. Debido a que el fuerte fue nombrado por un príncipe, se le ha llamado Princes Town. El fuerte debía ser la sede de los brandeburgeses en África.

## Historia
En 1708, un comerciante akan, John Canoe se enteró de que los alemanes iban a vender el fuerte a los neerlandeses. En protesta, comenzó una resistencia que logró evitar los ataques de barcos de guerra durante casi 20 años. El fuerte fue finalmente capturado en 1725 por los neerlandeses y pasó a llamarse "Hollandia". Debido a que John Canoe logró mantener el control del fuerte, los habitantes lo consideraron un héroe. En 1872, los neerlandeses cedieron el fuerte a Gran Bretaña y en 1957, el fuerte se convirtió en parte de Ghana tras su independencia.

## Fuerte Fredericksburgo
El Fuerte Fredericksburgo está construido en piedra transportada por mar entre 1681 y 1683 desde Prusia y es el único fuerte conocido en Alemania que se haya construido en Ghana. Se estima que unos 300 000 africanos fueron transportados a través de este fuerte. Los restos de John Canoe son un misterio. Algunos han dicho que fue capturado después de haber perdido la batalla del fuerte, mientras que otros dijeron que sus restos están en el cementerio de Tafo en Kumasi.

## Junkanoo
Festivales como "Junkanoo" (pronunciado "John Canoe") y Mardi Gras se llevan a cabo anualmente en las costas de Carolina del Norte, en Jamaica y las Bahamas.

## Ciudades hermanas
Lista de ciudades hermanas de Princes Town:
|                           | País    | Ciudad             |  | Estado / Región / Distrito / Condado | Fecha |
| ------------------------- | ------- | ------------------ |  | ------------------------------------ | ----- |
| Bandera de Estados Unidos | EE. UU. | Fredericksburg, VA |  | Virginia                             |       |